# Minoru Murata
Minoru Murata (村田 実, Murata Minoru), né le 2 mars 1894 et mort le 26 juin 1937 est un acteur, réalisateur et scénariste japonais ayant débuté dans la société de production Shōchiku, puis ayant travaillé pour la Nikkatsu.

## Biographie
Entre 1928 et 1932, il co-édite la revue 映画科学研究 (Eiga kagaku kenkyū, Études scientifiques du cinéma) en compagnie de Kiyohiko Ushihara.
Minoru Murata a réalisé plus de cinquante films et écrit une quarantaine de scénarios entre 1920 et 1936, il a aussi été crédité en tant qu'acteur dans six films entre 1919 et 1935.

## Filmographie

### Comme acteur

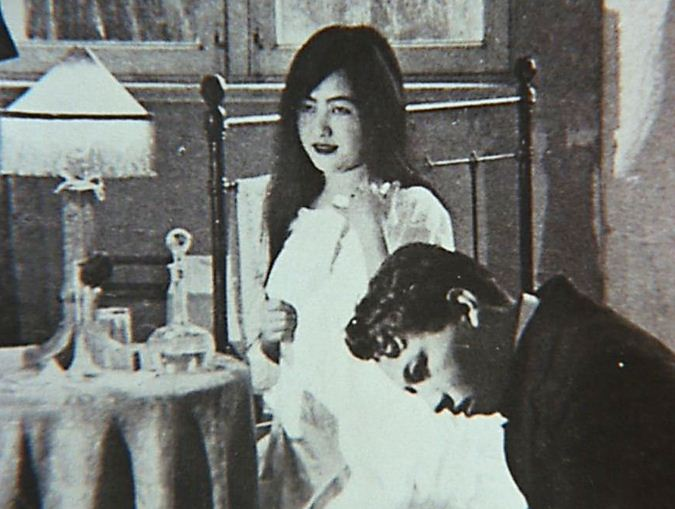
Harumi Hanayagi et Minoru Murata dans L'Éclat de la vie (1919).

- 1919 : L'Éclat de la vie (生の輝き, Sei no kagayaki?) de Norimasa Kaeriyama : Yasuhiko Yanagisawa[3]
- 1919 : La Fille de la montagne profonde (深山の乙女, Miyama no otome?) de Norimasa Kaeriyama
- 1920 : Shiragiku monogatari (白菊物語?) de Norimasa Kaeriyama
- 1920 : Saraba seishun (さらば青春?) de Norimasa Kaeriyama et Iyokichi Kondō (ja)
- 1925 : Kengeki (剣戟?) de Reinosuke Aku (ja)
- 1930 : Nikkatsu à la parade (日活オンパレード, Nikkatsu on paredo?) de Yutaka Abe

### Comme réalisateur
Les titres en français se basent sur la filmographie de Minoru Murata dans l'ouvrage Le Cinéma japonais de Tadao Satō.

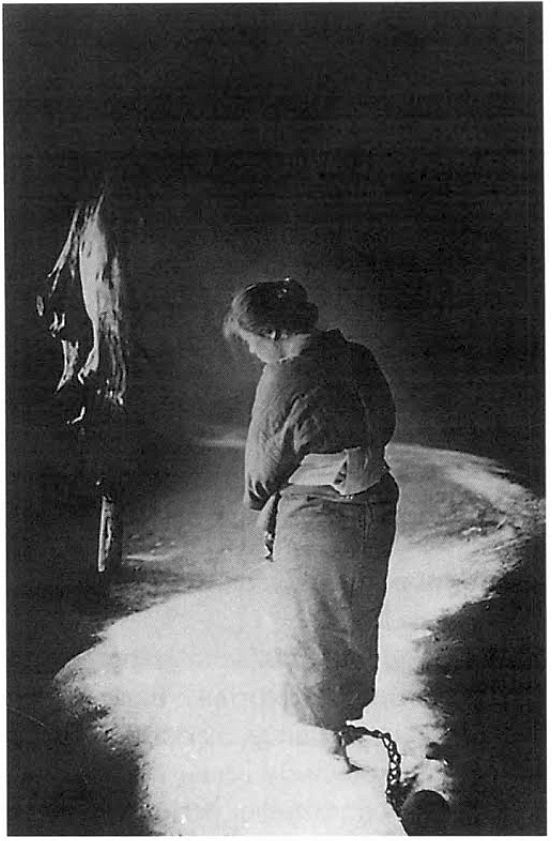
Kumeko Urabe dans La Femme de Seisaku (1924).

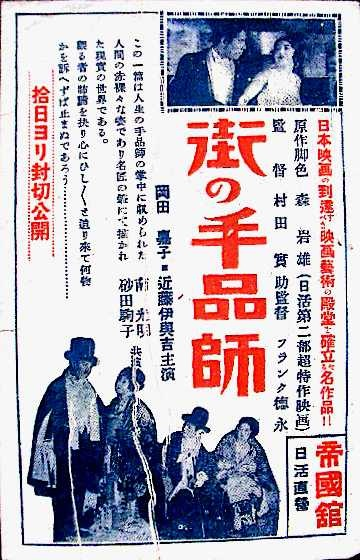
Affiche du film Le Magicien de la ville (1925).

#### Années 1920
- 1920 : Une femme debout dans la lumière (光に立つ女（女優伝）, Hikari ni tatsu onna(Joyūden)?)
- 1921 : Âmes sur la route (路上の霊魂, Rojō no reikon?)
- 1921 : Sans que tu le saches (君よ知らずや, Kimi yo shirazu ya?)
- 1921 : La Rose sacrifiée (奉仕の薔薇, Hōshi no bara?)
- 1923 : La Faute de mon père (父の罪, Chichi no tsumi?)[5]
- 1923 : La Danse infernale (地獄の舞踊, Jigoku no butō?)[6]
- 1923 : Omitsu et Seizaburō (お光と清三郎, Omitsu to Seizaburō?)
- 1924 : La Femme de Seisaku (清作の妻, Seisaku no tsuma?)
- 1924 : Le Secret du chien féroce (猛犬の秘密, Mōken no himitsu?)
- 1924 : Nostalgie du pays natal (なつかしの郷, Natsukashi no sato?)
- 1924 : Le Signal (信号, Shingō?)
- 1924 : Osumi et sa mère (お澄と母, Osumi to haha?)
- 1924 : Le Démon de l'or (金色夜叉, Konjiki yasha?)
- 1924 : Nouvelle version de l'oiseau en cage (新籠の鳥, Shin kago no tori?)
- 1924 : Eikichi le chauffeur (運転手栄吉, Untenshu Eikichi?)[7]
- 1924 : Le Chant de la jeunesse (青春の歌, Seishun no uta?)
- 1925 : Le Magicien de la ville (街の手品師, Machi no tejinashi?)
- 1925 : Une femme attachée à la loi (法を慕ふ女, Hō o shitau onna?) co-réalisé avec Genjirō Saegusa (ja)
- 1926 : L'Éclat du paon I (孔雀の光 第一篇, Kujaku no hikari: Daiippen?)
- 1926 : L'Éclat du paon I (孔雀の光 第二篇, Kujaku no hikari: Dai ni hpen?)
- 1926 : Le Soleil I (日輪 前篇, Nichirin: Zenpen?)
- 1926 : Le Soleil II (日輪 後篇, Nichirin: Kōhen?)
- 1926 : Une beauté admirable (素敵な美人, Suketina bijin?)
- 1926 : L'Énergie des garçons du pays des dieux (神州男児の意気, Shinshū danji no iki?)
- 1927 : La Dame aux camélias (椿姫, Tsubaki hime?)
- 1928 : Duo de mariage (結婚二重奏 前後篇, Kekkon nijūsō?)
- 1928 : Torrent impétueux I (激流 前篇, Gekiryū zenpen?)[8]
- 1928 : Torrent impétueux II (激流 後篇, Gekiryū kōhen?)
- 1929 : Les Cendres (灰燼, Kaijin?)
- 1929 : Le Pavillon du diable I (摩天楼 争闘篇, Matenrō: Sōtō hen?)

#### Années 1930
- 1930 : Le Pavillon du diable II (摩天楼 愛慾篇, Matenrō: Aiyoku hen?)
- 1930 : Ce soleil I (この太陽 第一篇, Kono taiyō: Daiippen?)
- 1930 : Ce soleil II (この太陽 第二 多美枝の巻, Kono taiyō: Dainihen: Tamie no maki?)
- 1930 : Ce soleil III (この太陽 第三篇, Kono taiyō: Daisanpen?)
- 1931 : Mister Nippon (ミスター・ニッポン 前後篇, Misutā Nippon: Zengo hen?)
- 1931 : Le Port sans mer (海のない港, Umi no nai minato?)
- 1931 : La Sœur aînée blanche I (白い姉 前篇, Shiroi ane zenpen?)
- 1931 : La Sœur aînée blanche II (白い姉 後篇, Shiroi ane kōhen?)
- 1932 : Shanghai (上海, Shanhai?)
- 1932 : Les Mères de l'année 1932 (一九三二年の女, 1932 nen no haha?)
- 1932 : Le Nouveau Groupe de Showa (昭和新撰組, Shōwa Shinsengumi?) co-réalisé avec Tomotaka Tasaka
- 1933 : Quartier de la jeunesse (青春街, Seishungai?)
- 1934 : Le Réveil du printemps (春の目醒め, Haru no mezame?)
- 1934 : La Corne de brume (霧笛, Muteki?)
- 1934 : L'Appel de la montagne (山の叫び声, Yama no yobigoe?)
- 1934 : L'Arbre qui fleurit I (花咲く樹 前篇 なみ子の巻, Hanasaku ki zenpen: Namiko no maki?)
- 1934 : L'Arbre qui fleurit II (花咲く樹 後篇 エマ子の巻, Hanasaku ki kōhen: Emako no maki?)
- 1935 : L'Amitié des femmes (女の友情, Onna no yūjō?)
- 1935 : Flammes inconnues de la passion (情熱の不知火, Jōnetsu no shiranui?)
- 1935 : Le Succès de la radio (突破無電, Toppa muden?)
- 1936 : Le Jardin des cerisiers (桜の園, Sakura no sono?)
- 1936 : Le Nouveau Gessho (新月抄, Shingetsu shō?) co-réalisé avec Shigeyoshi Suzuki